# Крв сам твоја
Крв сам твоја је први и уједно једини студијски албум Јадранке Барјактаровић. Албум је издат 2009. године за издавачку кућу Grand Production. Албум је снимљен у студију Пинк и Grand Studio, а продуценти су били Соња Митровић Хани и Жика Јакшић.

## Списак песама
| №  | Назив                 | Трајање |  |
| 1. | Горела је земља       |         |  |
| 2. | Гола                  |         |  |
| 3. | Слика и рам           |         |  |
| 4. | Крв сам твоја         |         |  |
| 5. | Бедем                 |         |  |
| 6. | Кад тела су врела     |         |  |
| 7. | Лака                  |         |  |
| 8. | Неотпорна             |         |  |
| 9. | Твоја ноћ и моја зора |         |  |